# Melbourne (Arkansas)
Pour les articles homonymes, voir Melbourne (homonymie).
La ville américaine de Melbourne est le siège du comté d'Izard, dans l’Arkansas. Sa population s’élevait à 1 848 habitants lors du recensement de 2010.

## Démographie
| 1880 | 1890 | 1900 | 1910 | 1920 | 1930 | 1940 | 1950 |
| ---- | ---- | ---- | ---- | ---- | ---- | ---- | ---- |
| 149  | 209  | 256  | 282  | 295  | 380  | 567  | 568  |

| 1960 | 1970  | 1980  | 1990  | 2000  | 2010  | - | - |
| ---- | ----- | ----- | ----- | ----- | ----- | - | - |
| 571  | 1 043 | 1 619 | 1 562 | 1 673 | 1 848 | - | - |

## Source
- (en) Cet article est partiellement ou en totalité issu de l’article de Wikipédia en anglais intitulé « Melbourne, Arkansas » (voir la liste des auteurs).